# Hortensia Bussi
Pour les articles homonymes, voir Hortensia (homonymie) et Bussi.
Mercedes Hortensia Bussi Soto de Allende, dite La Tencha, née le 22 juillet 1914 et décédée le 18 juin 2009, est l'épouse puis la veuve du président chilien Salvador Allende.
Hortensia Bussi préside la fondation Salvador-Allende (es) à partir de 1990, date de son retour d'exil du Mexique au Chili. Elle est diplômée de l'université du Chili, professeure de géographie et d'histoire (licence de géographie et histoire).
Elle est la mère de la sénatrice socialiste Isabel Allende Bussi.

## Sources
- « Disparition d'Hortensia Bussi, veuve de Salvador Allende », Le Monde, 23 juin 2009.